# Lara Álvarez
Lara Álvarez González (Gijón, 29 de mayo de 1986) es una periodista y presentadora de televisión española ligada al grupo de comunicación Mediaset España hasta febrero de 2024. En mayo de ese año se anuncia su fichaje por TVE.

## Biografía
Estudió en el colegio de la Inmaculada de Gijón y se licenció en periodismo en el Centro Universitario Villanueva. Una de sus profesoras en el Centro Universitario fue Nieves Herrero, quien le dio su primera oportunidad a los 19 años como colaboradora del programa Hoy por ti de Telemadrid. En 2006, antes de empezar su trayectoria como periodista y presentadora deportiva, participó en una campaña publicitaria de Tiempo BBDO para MTV: una canción titulada «Amo a Laura —pero esperaré hasta el matrimonio—», parodia de la castidad prematrimonial, interpretada por el ficticio grupo musical llamado Los Happiness. Fue presentadora del programa Ahorro y finanzas de TeleAsturias y ya en 2010 fue reportera del programa Animax Comandos, del canal Animax.
También en 2010 se unió, junto a Enrique Marqués y Juan Antonio Villanueva, al equipo del programa Marca gol, de Marca TV, y en el programa de actualidad deportiva Tiramillas, de la misma cadena. El 21 de diciembre de ese mismo año se incorporó al equipo de La Sexta Deportes, donde realizó labores de presentadora y reportera, y el día 31 del mismo mes fue la encargada de dar las campanadas de fin de año para Marca TV junto al director de la cadena, Felipe del Campo.
El 11 de julio de 2011 se hizo público su fichaje por Cuatro, donde fue responsable de la información deportiva del programa de reportajes Qué quieres que te diga, una adaptación de España Directo que se saldó con un fracaso de audiencia y fue retirado a las pocas semanas de su estreno. Desde septiembre del mismo año hasta febrero de 2012 presentó la edición nocturna de Deportes Cuatro, programa que abandonó para unirse al nuevo equipo de retransmisiones de MotoGP.
El 26 de febrero de 2013 Mediaset España anunció que prescindía de ella y de Marco Rocha para retransmitir las carreras de MotoGP de la siguiente temporada. El 22 de agosto del mismo año fichó por La Sexta para copresentar la segunda temporada de Jugones, programa de información deportiva, hasta que el 4 de marzo de 2014 comunicó que abandonaba el programa para acometer nuevos proyectos. A finales del mismo mes comenzó como colaboradora del programa En el aire en la misma cadena.
A finales de agosto de 2014 se dio a conocer su incorporación, como copresentadora, al programa matinal Espejo público, de Antena 3. El 23 de septiembre del mismo año se anunció su incorporación al programa de radio 80 y la madre, de M80 Radio, y en diciembre se dio a conocer su retorno al grupo Mediaset España. Un mes después, en enero de 2015, se incorporó al programa Todo va bien como sustituta de la cantante Edurne, y el 11 de marzo se confirmó su incorporación como presentadora desde la isla del programa Supervivientes en Telecinco. Lara ha repetido su papel de presentadora en las siguientes 6 ediciones del concurso de supervivencia.
A partir de septiembre de 2015 copresentó Límite 48 horas de Gran Hermano desde el interior de la casa de Guadalix de la Sierra. A principios de 2016 se dio a conocer que repetiría como presentadora de Supervivientes y en septiembre del mismo año regresó como copresentadora de Límite 48 horas de Gran Hermano 17. A principios de noviembre de 2016 se confirmó que presentaría junto a Carlos Sobera las campanadas de fin de año desde la Puerta del Sol de Madrid para Mediaset España.
En marzo de 2017 se incorporó como colaboradora al programa Dani & Flo presentado por Florentino Fernández y Dani Martínez en Cuatro. En agosto del mismo año se anunció su incorporación al programa como nueva presentadora. En 2019 se anuncia su incorporación como presentadora del concurso internacional Juegos sin fronteras, junto a Joaquín Prat, emitido en Telecinco en 2020. Ese mismo año copresenta la segunda edición del concurso La casa fuerte, también en Telecinco. En septiembre de 2022 comienza a presentar las galas del programa Pesadilla en El Paraíso de nuevo en Telecinco.
En 2021 debuta en la música con el tema «Juntos somos más», junto a Beatriz Luengo y Yotuel Romero para la Eurocopa 2020 en Mediaset España.
En el verano de 2023 se pone al frente de la nueva etapa de Me resbala en Mediaset. En otoño de 2023, con el regreso de Gran Hermano VIP a Telecinco, presenta GHVIP: Última Hora en el access prime time de la cadena.
El 7 de julio de 2024 se anuncia su fichaje por TVE para presentar el concurso La conexión, versión del neerlandés The Connection. Es el primer proyecto de la productora Satisfaction Iberia.

## Trayectoria

### Televisión
| Año                  | Título                                      | Cadena       | Notas        |
| -------------------- | ------------------------------------------- | ------------ | ------------ |
| 2009                 | Ahorro y finanzas                           | TeleAsturias | Presentadora |
| 2010                 | Marca gol                                   | Marca TV     | Presentadora |
| 2010-2011            | La Sexta Deportes                           | La Sexta     | Presentadora |
| 2010-2011            | Tiramillas                                  | Marca TV     | Presentadora |
| 2011-2012            | Deportes Cuatro                             | Cuatro       | Presentadora |
| 2012-2013            | Mundial MotoGP                              | Telecinco    | Presentadora |
| 2013-2014            | Jugones                                     | La Sexta     | Presentadora |
| 2015                 | Todo va bien                                | Cuatro       | Presentadora |
| 2015-2022            | Supervivientes                              | Telecinco    | Presentadora |
| 2015-2016            | Gran Hermano                                | Telecinco    | Presentadora |
| 2016-2017; 2018-2019 | Campanadas de fin de año                    | Telecinco    | Presentadora |
| 2016-2019; 2023      | Gran Hermano VIP: Última Hora               | Telecinco    | Presentadora |
| 2017-2018            | Dani & Flo                                  | Cuatro       | Presentadora |
| 2020                 | Juegos sin fronteras                        | Telecinco    | Presentadora |
| 2020                 | La casa fuerte                              | Telecinco    | Presentadora |
| 2021                 | Secret Story: Última hora                   | Telecinco    | Presentadora |
| 2021                 | Galas especiales de Nochebuena y Nochevieja | Telecinco    | Presentadora |
| 2022                 | Idol Kids                                   | Telecinco    | Presentadora |
| 2022                 | Pesadilla en El Paraíso                     | Telecinco    | Presentadora |
| 2023                 | Me resbala                                  | Telecinco    | Presentadora |
| 2023                 | A tu bola                                   | Telecinco    | Presentadora |
| 2024                 | La mejor generación                         | Telecinco    | Presentadora |
| 2025                 | La conexión                                 | La 1         | Presentadora |

#### Como colaboradora
| Año  | Título                  | Cadena     | Notas                    |
| ---- | ----------------------- | ---------- | ------------------------ |
| 2006 | Hoy por ti              | Telemadrid | Redactora y colaboradora |
| 2010 | Animax Comandos         | Animax     | Reportera                |
| 2011 | Qué quieres que te diga | Cuatro     | Colaboradora             |
| 2014 | Espejo público          | Antena 3   | Colaboradora             |
| 2014 | En el aire              | La Sexta   | Colaboradora             |

#### Como invitada
| Año  | Título                   | Cadena    | Notas      |
| ---- | ------------------------ | --------- | ---------- |
| 2014 | Ilustres Ignorantes      | Movistar+ | 1 programa |
| 2017 | Mi casa es la tuya       | Telecinco | 1 programa |
| 2018 | Planeta Calleja          | Cuatro    | 1 programa |
| 2024 | Late xou                 | La 2      | 1 programa |
| 2024 | Gala Inocente, Inocente  | La 1      | 1 programa |
| 2025 | Grand Prix de la Navidad | La 1      | 1 programa |
| 2025 | La revuelta              | La 1      | 1 programa |

## Discografía
- «Amo a Laura» (2006) con Los Happiness por la campaña publicitaria de Tiempo BBDO para MTV España.
- «Juntos somos más» (2021) junto a Beatriz Luengo y Yotuel Romero, himno de Mediaset España en la Eurocopa 2020.

## Premios y nominaciones
Premios de la Academia de las Ciencias y las Artes de Televisión de España
| Año  | Categoría                              | Trabajo             | Resultado |
| ---- | -------------------------------------- | ------------------- | --------- |
| 2018 | Mejor presentador/a de entretenimiento | Supervivientes 2018 | Nominada  |

Premios Cosmopolitan
| Año  | Categoría      | Trabajo                   | Resultado |
| ---- | -------------- | ------------------------- | --------- |
| 2017 | Premio TV Star | Dani&Flo con Lara Álvarez | Ganadora  |